# François Erval
François Erval, né François Emmanuel le 6 janvier 1914 et mort le 3 septembre 1999, est un intellectuel, journaliste, éditeur et traducteur français d'origine hongroise. 
Il est l'un des fondateurs du journal la Quinzaine littéraire dont il dirige la publication de 1966 (fondation) à 1973.

## Biographie
François Erval commence comme journaliste dans différents journaux et quotidiens français, notamment dans le quotidien Combat et l'hebdomadaire L'Express dont il dirige la section littéraire. Plusieurs de ses entretiens avec Jean-Paul Sartre sont publiés dans le journal Combat sous les titres « Jean-Paul Sartre reproche à Georges Lukács de ne pas être marxiste » le 20 janvier 1949 et « Pour Lukács la terre ne tourne pas », quinze jours plus tard, le 3 février 1949. En 1955, il fait entrer son ami Jean-Louis Bory au service littéraire de L'Express, hebdomadaire qui soutient les idées de Pierre Mendès France. 
Il a été avec Maurice Nadeau, l'un des fondateurs de la Quinzaine littéraire en 1966. Il dirige avec Maurice Nadeau, les éditions Robert Marin qui révèlent Nathalie Sarraute et publient également André Breton, Virginia Woolf et Herman Melville.
Comme éditeur, il collabore aux éditions Gallimard au moment où émerge le structuralisme dans les sciences humaines. Il crée alors, en 1962, la première collection d'essais et documents au format de poche, «Idées». En tant que spécialiste de la littérature allemande, Gallimard lui demande de se charger du domaine germanique. Il est l'un des traducteurs de Thomas Bernhard et de Hans Hass. François Erval imagine ensuite une autre collection dénommée «Arcades», dans laquelle prolonger une partie du travail qui a été le sien pour les textes inédits d'«Idées» d'écrivains célèbres.